# Complete Songs & Poems
 (septembre 2017).
Si vous disposez d'ouvrages ou d'articles de référence ou si vous connaissez des sites web de qualité traitant du thème abordé ici, merci de compléter l'article en donnant les références utiles à sa vérifiabilité et en les liant à la section « Notes et références ».
Albums de Tolkien Ensemble
Leaving Rivendell
(2005)
The Lord of the Rings: Complete Songs & Poems est une compilation regroupant toutes les poèmes et chants du chef-d'œuvre de J. R. R. Tolkien, Le Seigneur des anneaux, mis en musique par l'ensemble musical danois Tolkien Ensemble, et sortie en 2006.
Les quatre CD de l'album réorganisent le placement des 69 chansons, précédemment diffusées sur des albums individuels, afin qu'ils apparaissent désormais dans le même ordre que dans le livre.
Les morceaux sont mis en scène par Caspar Reiff et Peter Hall. 13 solistes, le célèbre acteur Christopher Lee et plus de 150 musiciens professionnels ont participé au projet ambitieux qui a duré 10 ans.

## Liste des titres
| Disque 1 : The Fellowship of the Ring | Disque 1 : The Fellowship of the Ring | Disque 1 : The Fellowship of the Ring | Disque 1 : The Fellowship of the Ring | Disque 1 : The Fellowship of the Ring | Disque 1 : The Fellowship of the Ring | Disque 1 : The Fellowship of the Ring | Disque 1 : The Fellowship of the Ring | Disque 1 : The Fellowship of the Ring | Disque 1 : The Fellowship of the Ring |
| No                                    | Titre                                 | Auteur                                | Durée                                 |                                       |                                       |                                       |                                       |                                       |                                       |
| ------------------------------------- | ------------------------------------- | ------------------------------------- | ------------------------------------- | ------------------------------------- | ------------------------------------- | ------------------------------------- | ------------------------------------- | ------------------------------------- | ------------------------------------- |
| 1.                                    | The Old Walking Song (I)              | Caspar Reiff                          | 5:09                                  |                                       |                                       |                                       |                                       |                                       |                                       |
| 2.                                    | Verse of the Rings (I)                | Caspar Reiff                          | 1:18                                  |                                       |                                       |                                       |                                       |                                       |                                       |
| 3.                                    | The Old Walking Song (II)             | Caspar Reiff                          | 1:13                                  |                                       |                                       |                                       |                                       |                                       |                                       |
| 4.                                    | A Walking Song (I)                    | Peter Hall                            | 2:49                                  |                                       |                                       |                                       |                                       |                                       |                                       |
| 5.                                    | Elven Hymn to Elbereth Gilthoniel (I) | Caspar Reiff                          | 5:32                                  |                                       |                                       |                                       |                                       |                                       |                                       |
| 6.                                    | A Drinking Song                       | Peter Hall                            | 2:44                                  |                                       |                                       |                                       |                                       |                                       |                                       |
| 7.                                    | The Bath Song                         | Caspar Reiff et Peter Hall            | 1:41                                  |                                       |                                       |                                       |                                       |                                       |                                       |
| 8.                                    | Farewell Song of Merry and Pippin     | Caspar Reiff                          | 3:08                                  |                                       |                                       |                                       |                                       |                                       |                                       |
| 9.                                    | Song in the Woods                     | Peter Hall                            | 1:46                                  |                                       |                                       |                                       |                                       |                                       |                                       |
| 10.                                   | Tom Bombadil's Song (I)               | Peter Hall                            | 5:41                                  |                                       |                                       |                                       |                                       |                                       |                                       |
| 11.                                   | Song to Goldberry                     | Caspar Reiff et Peter Hall            | 0:26                                  |                                       |                                       |                                       |                                       |                                       |                                       |
| 12.                                   | Tom Bombadil's Song (II)              | Peter Hall                            | 0:16                                  |                                       |                                       |                                       |                                       |                                       |                                       |
| 13.                                   | Tom Bombadil's Song (III)             | Peter Hall                            | 4:32                                  |                                       |                                       |                                       |                                       |                                       |                                       |
| 14.                                   | Ho! Tom Bombadil (I)                  | Peter Hall                            | 0:56                                  |                                       |                                       |                                       |                                       |                                       |                                       |
| 15.                                   | Wight's Chant                         | Peter Hall                            | 1:42                                  |                                       |                                       |                                       |                                       |                                       |                                       |
| 16.                                   | Ho! Tom Bombadil (II)                 | Peter Hall                            | 0:45                                  |                                       |                                       |                                       |                                       |                                       |                                       |
| 17.                                   | Tom Bombadil's Song (IV)              | Caspar Reiff                          | 2:55                                  |                                       |                                       |                                       |                                       |                                       |                                       |
| 18.                                   | There is an inn, a merry old inn...   | Caspar Reiff                          | 4:59                                  |                                       |                                       |                                       |                                       |                                       |                                       |
| 19.                                   | The Riddle of Strider (I)             | Caspar Reiff                          | 0:57                                  |                                       |                                       |                                       |                                       |                                       |                                       |
| 20.                                   | The Fall of Gil-Galad                 | Caspar Reiff                          | 3:39                                  |                                       |                                       |                                       |                                       |                                       |                                       |
| 21.                                   | Song of Beren and Lúthien             | Caspar Reiff                          | 7:58                                  |                                       |                                       |                                       |                                       |                                       |                                       |
| 60:09                                 |                                       |                                       |                                       |                                       |                                       |                                       |                                       |                                       |                                       |

| Disque 2 : The Fellowship of the Ring, continued | Disque 2 : The Fellowship of the Ring, continued                                  | Disque 2 : The Fellowship of the Ring, continued | Disque 2 : The Fellowship of the Ring, continued | Disque 2 : The Fellowship of the Ring, continued | Disque 2 : The Fellowship of the Ring, continued | Disque 2 : The Fellowship of the Ring, continued | Disque 2 : The Fellowship of the Ring, continued | Disque 2 : The Fellowship of the Ring, continued | Disque 2 : The Fellowship of the Ring, continued |
| No                                               | Titre                                                                             | Auteur                                           | Durée                                            |                                                  |                                                  |                                                  |                                                  |                                                  |                                                  |
| ------------------------------------------------ | --------------------------------------------------------------------------------- | ------------------------------------------------ | ------------------------------------------------ | ------------------------------------------------ | ------------------------------------------------ | ------------------------------------------------ | ------------------------------------------------ | ------------------------------------------------ | ------------------------------------------------ |
| 1.                                               | Sam's Rhyme of the Troll                                                          | Peter Hall                                       | 5:20                                             |                                                  |                                                  |                                                  |                                                  |                                                  |                                                  |
| 2.                                               | Song of Eärendil                                                                  | Peter Hall                                       | 10:18                                            |                                                  |                                                  |                                                  |                                                  |                                                  |                                                  |
| 3.                                               | Elven Hymn to Elbereth Gilthoniel (II)                                            | Caspar Reiff                                     | 2:10                                             |                                                  |                                                  |                                                  |                                                  |                                                  |                                                  |
| 4.                                               | Boromir's Riddle                                                                  | Caspar Reiff                                     | 0:36                                             |                                                  |                                                  |                                                  |                                                  |                                                  |                                                  |
| 5.                                               | The Riddle of Strider (II)                                                        | Caspar Reiff                                     | 2:32                                             |                                                  |                                                  |                                                  |                                                  |                                                  |                                                  |
| 6.                                               | Verse of the Rings (II)                                                           | Caspar Reiff                                     | 1:07                                             |                                                  |                                                  |                                                  |                                                  |                                                  |                                                  |
| 7.                                               | Warning of Winter                                                                 | Caspar Reiff                                     | 0:37                                             |                                                  |                                                  |                                                  |                                                  |                                                  |                                                  |
| 8.                                               | Bilbo's Song                                                                      | Caspar Reiff                                     | 3:33                                             |                                                  |                                                  |                                                  |                                                  |                                                  |                                                  |
| 9.                                               | Song of Durin                                                                     | Peter Hall                                       | 6:41                                             |                                                  |                                                  |                                                  |                                                  |                                                  |                                                  |
| 10.                                              | Song of Nimrodel                                                                  | Caspar Reiff                                     | 4:40                                             |                                                  |                                                  |                                                  |                                                  |                                                  |                                                  |
| 11.                                              | Frodo's Lament for Gandalf                                                        | Peter Hall                                       | 5:47                                             |                                                  |                                                  |                                                  |                                                  |                                                  |                                                  |
| 12.                                              | Galadriel's Song of Eldamar (I)                                                   | Caspar Reiff                                     | 6:25                                             |                                                  |                                                  |                                                  |                                                  |                                                  |                                                  |
| 13.                                              | Song of the Elves Beyond the Sea / Galadriel's Song of Eldamar (II)               | Caspar Reiff                                     | 6:13                                             |                                                  |                                                  |                                                  |                                                  |                                                  |                                                  |
| 14.                                              | Song of the Elves Beyond the Sea / Galadriel's Song of Eldamar (II) (translation) | Caspar Reiff                                     | 2:17                                             |                                                  |                                                  |                                                  |                                                  |                                                  |                                                  |
| 58:19                                            |                                                                                   |                                                  |                                                  |                                                  |                                                  |                                                  |                                                  |                                                  |                                                  |

| Disque 3 : The Two Towers | Disque 3 : The Two Towers                             | Disque 3 : The Two Towers | Disque 3 : The Two Towers | Disque 3 : The Two Towers | Disque 3 : The Two Towers | Disque 3 : The Two Towers | Disque 3 : The Two Towers | Disque 3 : The Two Towers | Disque 3 : The Two Towers |
| No                        | Titre                                                 | Auteur                    | Durée                     |                           |                           |                           |                           |                           |                           |
| ------------------------- | ----------------------------------------------------- | ------------------------- | ------------------------- | ------------------------- | ------------------------- | ------------------------- | ------------------------- | ------------------------- | ------------------------- |
| 1.                        | Lament for Boromir                                    | Caspar Reiff              | 8:25                      |                           |                           |                           |                           |                           |                           |
| 2.                        | Song of Gondor                                        | Caspar Reiff              | 2:58                      |                           |                           |                           |                           |                           |                           |
| 3.                        | The Long List of the Ents (I)                         | Peter Hall                | 2:15                      |                           |                           |                           |                           |                           |                           |
| 4.                        | Treebeard's Song                                      | Caspar Reiff              | 4:12                      |                           |                           |                           |                           |                           |                           |
| 5.                        | The Ent and the Entwife                               | Caspar Reiff              | 7:46                      |                           |                           |                           |                           |                           |                           |
| 6.                        | Bregalad's Song                                       | Caspar Reiff              | 6:13                      |                           |                           |                           |                           |                           |                           |
| 7.                        | The Ents' Marching Song                               | Peter Hall                | 2:19                      |                           |                           |                           |                           |                           |                           |
| 8.                        | Galadriel's Messages                                  | Caspar Reiff              | 1:52                      |                           |                           |                           |                           |                           |                           |
| 9.                        | Lament of the Rohirrim                                | Caspar Reiff              | 3:07                      |                           |                           |                           |                           |                           |                           |
| 10.                       | Gandalf's Song of Lórien                              | Caspar Reiff              | 3:14                      |                           |                           |                           |                           |                           |                           |
| 11.                       | Call to Arms of the Rohirrim                          | Caspar Reiff              | 0:35                      |                           |                           |                           |                           |                           |                           |
| 12.                       | Gandalf's Riddle to the Ents                          | Caspar Reiff              | 0:32                      |                           |                           |                           |                           |                           |                           |
| 13.                       | The Long List of the Ents (II)                        | Peter Hall                | 0:58                      |                           |                           |                           |                           |                           |                           |
| 14.                       | A Rhyme of Lore                                       | Caspar Reiff              | 2:03                      |                           |                           |                           |                           |                           |                           |
| 15.                       | Gollum's Song / Riddle                                | Peter Hall                | 3:45                      |                           |                           |                           |                           |                           |                           |
| 16.                       | Oliphaunt                                             | Peter Hall                | 2:18                      |                           |                           |                           |                           |                           |                           |
| 17.                       | Sam's invocation of Elven Hymn to Elbereth Gilthoniel | Peter Hall                | 1:33                      |                           |                           |                           |                           |                           |                           |
| 54:05                     |                                                       |                           |                           |                           |                           |                           |                           |                           |                           |

| Disque 4 : The Return of the King | Disque 4 : The Return of the King       | Disque 4 : The Return of the King | Disque 4 : The Return of the King | Disque 4 : The Return of the King | Disque 4 : The Return of the King | Disque 4 : The Return of the King | Disque 4 : The Return of the King | Disque 4 : The Return of the King | Disque 4 : The Return of the King |
| No                                | Titre                                   | Auteur                            | Durée                             |                                   |                                   |                                   |                                   |                                   |                                   |
| --------------------------------- | --------------------------------------- | --------------------------------- | --------------------------------- | --------------------------------- | --------------------------------- | --------------------------------- | --------------------------------- | --------------------------------- | --------------------------------- |
| 1.                                | Malbeth the Seer's Words                | Caspar Reiff                      | 5:52                              |                                   |                                   |                                   |                                   |                                   |                                   |
| 2.                                | Lament for Théoden                      | Caspar Reiff                      | 9:35                              |                                   |                                   |                                   |                                   |                                   |                                   |
| 3.                                | Théoden's Battle Cry                    | Caspar Reiff                      | 0:35                              |                                   |                                   |                                   |                                   |                                   |                                   |
| 4.                                | At Théoden's Death                      | Caspar Reiff                      | 0:25                              |                                   |                                   |                                   |                                   |                                   |                                   |
| 5.                                | Snowmane's Epitaph                      | Caspar Reiff                      | 0:21                              |                                   |                                   |                                   |                                   |                                   |                                   |
| 6.                                | Éomer's Song                            | Caspar Reiff                      | 2:37                              |                                   |                                   |                                   |                                   |                                   |                                   |
| 7.                                | Song of the Mounds of Mundborg          | Caspar Reiff                      | 5:56                              |                                   |                                   |                                   |                                   |                                   |                                   |
| 8.                                | Athelas                                 | Caspar Reiff                      | 0:34                              |                                   |                                   |                                   |                                   |                                   |                                   |
| 9.                                | Song of Lebenin                         | Caspar Reiff                      | 4:56                              |                                   |                                   |                                   |                                   |                                   |                                   |
| 10.                               | Sam's Song in the Orc-Tower             | Caspar Reiff                      | 5:23                              |                                   |                                   |                                   |                                   |                                   |                                   |
| 11.                               | Long live the Halflings!                | Caspar Reiff                      | 1:02                              |                                   |                                   |                                   |                                   |                                   |                                   |
| 12.                               | Legolas's Song of the Sea               | Caspar Reiff                      | 5:22                              |                                   |                                   |                                   |                                   |                                   |                                   |
| 13.                               | The Eagle's Song                        | Caspar Reiff                      | 3:24                              |                                   |                                   |                                   |                                   |                                   |                                   |
| 14.                               | Burial Song of Théoden                  | Caspar Reiff                      | 6:51                              |                                   |                                   |                                   |                                   |                                   |                                   |
| 15.                               | The Old Walking Song (III)              | Caspar Reiff                      | 3:33                              |                                   |                                   |                                   |                                   |                                   |                                   |
| 16.                               | A Walking Song (II)                     | Peter Hall                        | 1:37                              |                                   |                                   |                                   |                                   |                                   |                                   |
| 17.                               | Elven Hymn to Elbereth Gilthoniel (III) | Caspar Reiff                      | 6:07                              |                                   |                                   |                                   |                                   |                                   |                                   |
| 64:21                             |                                         |                                   |                                   |                                   |                                   |                                   |                                   |                                   |                                   |